# Alessandro Cagno
Alessandro Cagno (né le 2 mai 1883 à Turin et mort le 23 décembre 1971) était un pilote automobile italien. 

## Biographie
Il débute comme mécanicien de Vincenzo Lancia lors de Paris-Madrid 1903.
Il gagne en 1905 la Course de côte du Mont Ventoux, puis en 1906 il devient le premier vainqueur de la Targa Florio, sur Itala. En 1907, il sort vainqueur de la course de consommation selon la formule française (maximum 30 litres aux 100 kilomètres) du circuit de Brescia, toujours avec la marque italienne.

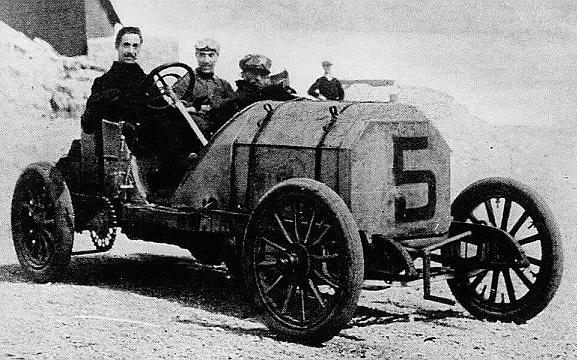
Alessandro Cagno vainqueur de la côte du mont Ventoux, le 17 septembre 1905 sur Fiat 100 hp.
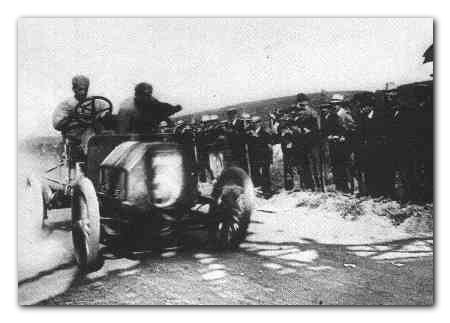
Cagno à la Targa Florio 1906 sur Itala.
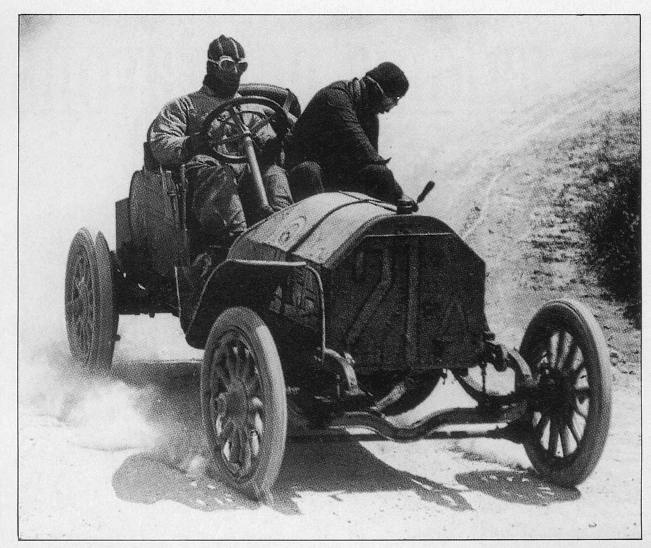
Alessandro Cagno au volant d'une Itala 45 HP lors de la Targa Florio 1907